# Olasz Ágnes
Olasz Ágnes névvariáns: Olasz Ági (Budapest, 1964. április 8. –) magyar színésznő.

## Életpálya
A Nemzeti Színház Stúdiójában végzett. 1984 és 1988 között a Színház- és Filmművészeti Főiskola hallgatója. Osztályvezető tanára: Kazimir Károly.  
A színészi diploma megszerzése után, Ruszt József hívására, egy évadot a Szegedi Nemzeti Színházban töltött. 1989-ben alapító tagja volt a társulatból kivált, fiatal művészek által létre hozott Független Színpadnak, melyet szintén Ruszt József vezetett. 1993-tól a Pécsi Nemzeti Színházban, 1994-től a Vígszínházban szerepelt. 1996-tól a zalaegerszegi Hevesi Sándor Színház színésznője. 1998-tól a Miskolci Nemzeti Színházban játszott.  
2008-tól szabadfoglalkozású művésznő. 

## Fontosabb színházi szerepei
- John Whiting: Angyali Johanna...Ninon
- Háy Gyula: Mohács...Anna
- Jókai Mór - Tolcsvay László - Böhm György - Korcsmáros György: A kőszívű ember fiai...Liedenwall Edit
- Vörösmarty Mihály: Csongor és Tünde...Ledér
- Shalom An-Ski: Dybuk...Lea
- Molière: Tartuffe...Mariane
- Molière: Don Juan...Donna Elvira (Don Juan felesége)
- William Shakespeare: Vízkereszt, vagy amit akartok...Olívia
- Balogh Elemér - Kerényi Imre - Rossa László: Csiksomlyói passió...ördög
- Szophoklész: Antigoné...Antigoné
- Plautus: A hetvenkedő katona...Acroteleutium
- Békés Pál: Össztánc...szereplő
- Valerij Jakovlevics Brjuszov - Bódy Gábor: A tüzes angyal...Renata
- Edmond Rostand: Cyrano de Bergerac...Liza
- Rainer Werner Fassbinder: Petra von Kant keserű könnyei...Karin
- Spiró György: Nyulak Margitja...Margit, apáca
- Edward Albee: Nem félünk a farkastól...Honey
- Molnár Ferenc: Liliom...Juli
- Molnár Ferenc: Játék a kastélyban...Annie
- Förster Vera - Gerendás Péter: Egy pesti lány naplója...Lány (Spinóza Színház)
- Ronald Harwood: Szembesítés...Tamara Sachs (Karinthy Színház)

## Filmek, tv
- Szerelem első vérig (1986)...Phiorek Mari
- Egy lepecsételt lakás (1987)
- Szörnyek évadja (1987)...Ági
- Szerelem második vérig (1988)...Phiorek Mari
- Ítéletidő (1988)...Marioara, Orlea unokája
- Georges Feydeau: Bolha a fülbe (színházi előadás tv-felvétele, 1988)
- Vadon (1989)
- Semmelweis Ignácz - Az anyák megmentője (1989)
- Gyilkosság két tételben (1989)...Lány
- Forgotten Prisoners (Elfelejtett foglyok): The Amnesty Files (1990)
- Shakespeare: Rómeó és Júlia (színházi előadás tv-felvétele, 1991)
- Bécsi ezüst (1991)
- Live Show (1992)
- Változó felhőzet (1994)
- Sorstalanság (2005)...Citrom Bandi nővére
- Egy pesti lány naplója (színházi előadás tv-felvétele, 2014)
- Semmelweis (2023)